# Cinq points du calvinisme

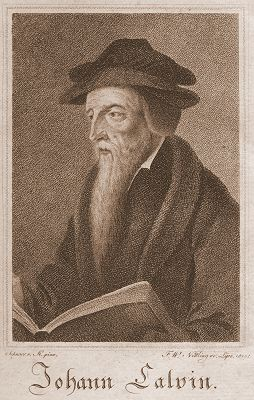
Jean Calvin.

Les cinq points du calvinisme sont :
- la corruption totale ou dépravation totale ou incapacité totale : les humains sont prisonniers du péchés[pas clair] ;
- l'élection inconditionnelle ou prédestination : Dieu a choisi d'avance qui sera sauvé ;
- l'expiation limitée ou rédemption particulière : Jésus n'est pas mort sur la croix pour sauver tout le monde, mais seulement les élus ;
- la grâce irrésistible ou grâce efficace : Nul ne peut s'opposer à l'appel de Dieu ;
- la persévérance des saints ou préservation des saints ou sécurité éternelle : rien ne peut corrompre quelqu'un que Dieu a choisi.

Ils résument les canons adoptés lors du synode de Dordrecht en 1618 par l'Église réformée des Provinces-Unies. Les décisions du synode de Dordrecht ont été confirmées par l'Église réformée de France au synode national d'Alès de 1620.[réf. nécessaire].
Ces cinq points sont parfois désignés par l'acronyme anglais TULIP pour Total depravity, Unconditional election, Limited atonement, Irresistible grace, Perseverance of the saints.